# Greg Sage
Greg Sage, född Gregory Vernon Sage 21 september 1952 i Los Angeles, Kalifornien, USA, är en amerikansk musiker som var låtskrivare, sångare och gitarrist i punkrockbandet Wipers från Portland, Oregon. Han debuterade som soloartist 1985 med albumet Straight Ahead.

## Diskografi
Soloalbum
- 1985 – Straight Ahead
- 1991 – Sacrifice (For Love)
- 2001 – Electric Medicine[5]

Studioalbum med Wipers
- 1980 – Is This Real?
- 1981 – Youth of America
- 1983 – Over the Edge
- 1986 – Land of the Lost
- 1987 – Follow Blind
- 1988 – The Circle
- 1993 – Silver Sail
- 1996 – The Herd
- 1999 – Power in One